# A Wonder Story - Il libro di Charlotte
A Wonder Story - Il libro di Charlotte è un romanzo di R. J. Palacio pubblicato nel 2015 e uscito in Italia nel 2016. È il terzo spin-off del romanzo Wonder.

## Trama
Charlotte, insieme ad altri due studenti, è stata scelta per dare il benvenuto ad Auggie nella nuova scuola. Auggie il nuovo compagno a cui piace molto la scienza. Charlotte prova a difendere Auggie dai bulli della scuola lo prendono in giro per la sua faccia deformata. Il sogno di Charlotte è di diventare una star della danza, anche se è una ragazzina un po' insicura, ed è combattuta tra la lealtà verso Auggie e il desiderio di poter entrare nel gruppo delle ragazze popolari. Durante il racconto ci sarà un mistero da risolvere trattante un vecchio senzatetto cieco nella strada vicino al supermercato che fin da piccola salutava e gli dava quotidianamente delle monetine, che purtroppo durante l'anno scolastico scompare...
Nel romanzo cercherà di recuperare nuovamente il rapporto con la sua ex-migliore amica Ellie, che purtroppo è stata influenzata da due ragazze antipatiche, ovvero Ximena e Savanna, ma a lungo andare una delle due diventerà più amichevole.

## Personaggi
Charlotte Cody (la protagonista)
Summer (amica di Charlotte fin da piccola, viene soprannominata la Fata della Lavanda)
Ximena Chin (ragazza antipatica che a lungo andare cambierà atteggiamento)
Gordy Johnson
Maya (amica di Charlotte)
Ellie Savanna (ragazza acida)
Vecchio (un anziano sconosciuto che apparentemente è un senzatetto)